# Reichsgau Fiandre
Il Reichsgau Fiandre (in tedesco: Reichsgau Flandern, in olandese  Rijksgouw Vlaanderen) fu una unità di suddivisione amministrativa tedesca (Reichsgau), pianificata e di fatto mai realizzata, nel 1944 dai nazisti nel territorio della precedente Amministrazione militare del Belgio e della Francia settentrionale (nell'attuale Belgio). Comprendeva le province di lingua olandese di Anversa (Antwerp), Limburgo, Fiandre Orientali, Fiandre Occidentali, l'arrondissement di Bruxelles (eccetto la città di Bruxelles stessa) e l'arrondissement di Lovanio, nell'allora provincia del Brabante, l'attuale Provincia del Brabante Fiammingo.